# New Horizons Film Festival

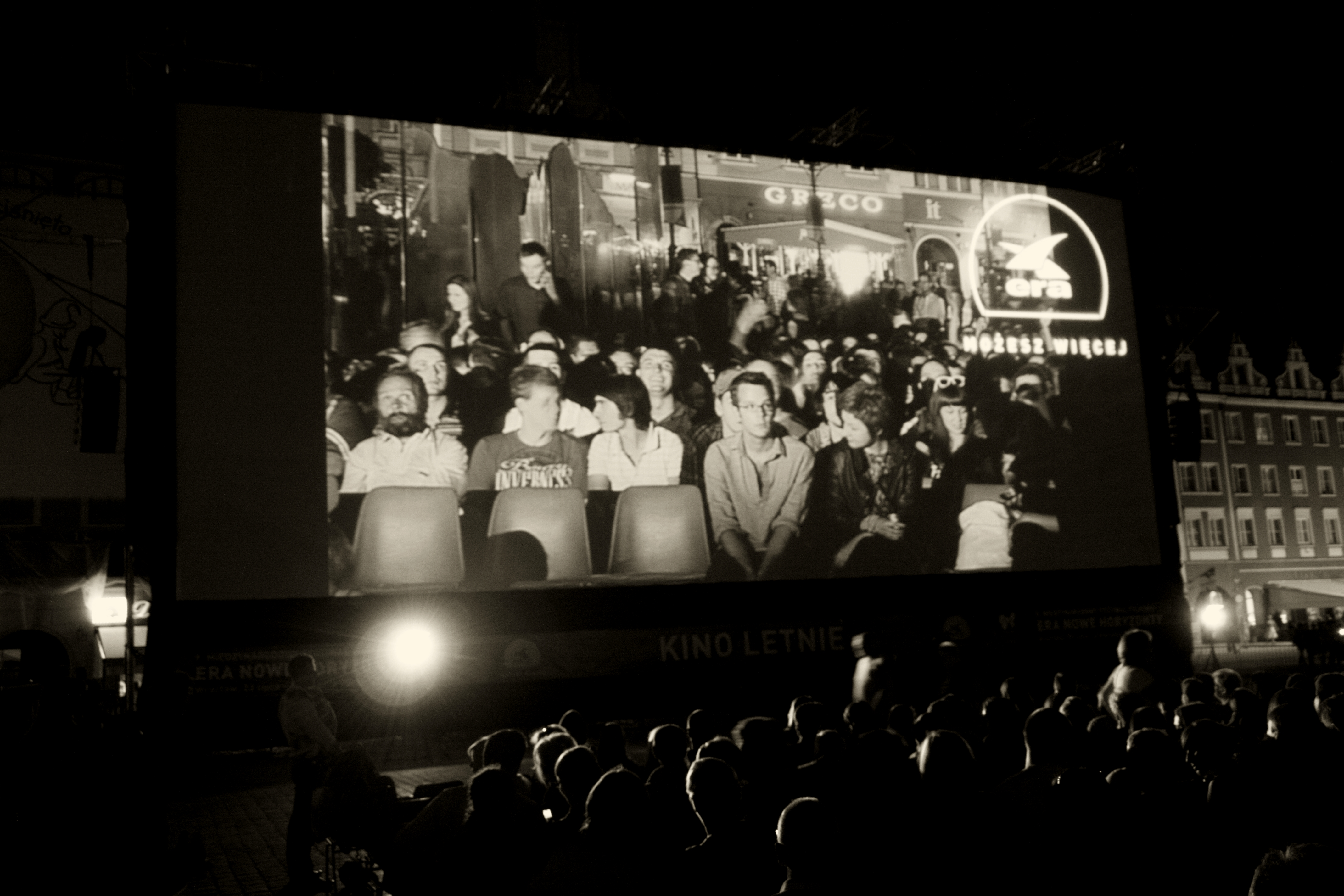
Festival Internacional de Cine Nuevos Horizontes en Breslavia, en el año 2009.

Festival Nuevos Horizontes (antes: Era New Horizons, pl: Nowe Horyzonty) es un festival de cine internacional que se celebra anualmente en el mes de julio en Breslavia, Polonia. Se ha organizado desde 2001. Es uno de los más grandes y populares festivales de cine en Polonia. Desde el año 2008 está acreditada por la Federación Internacional de Asociaciones de Productores Cinematográficos como "Vanguardismo" especializado en la competición.
El evento está organizado por la Stowarzyszenie Nowe Horyzonty (Asociación Nuevos Horizontes). El motor que mueve y dirige el festival es Roman Gutek. T-Mobile operador de redes de telefonía móvil es uno de los patrocinadores actuales del evento.
El festival presenta principalmente Cine arte. La más importante de las diversas competiciones celebradas en el festival (incluyendo nuevos filmes polacos, video-creación y concursos de cortometrajes) es la "Competición internacional de Nuevos Horizontes". Su objetivo es presentar películas audaces, poco convencionales e intransigentes que buscan constantemente nuevas formas de expresión - "los nuevos horizontes del cine". Los premios del concurso son: el Gran Premio, menciones especiales y el Premio del Público. Desde 2010 también se concede un premio FIPRESCI (Federación Internacional de la Prensa Cinematográfica).
Otras secciones importantes del evento son: las retrospectivas de los grandes autores, de Cine experimental, cine nacional, repaso al panorama del cine de autor de la temporada, "Midnight Madness" y secciones temáticas.

## Historia del festival
Tras la primera edición, organizada en Sanok, el Festival fue trasladado a Cieszyn, donde se llevó a cabo en cuatro ocasiones entre 2002 y 2005. Desde 2006, el evento tiene lugar en Breslavia. Aparentemente desde entonces se ha extendido y ahora está frecuentado por un gran número de cinéfilo s y alberga muchos invitados importantes cada año, incluyendo a Theo Angelopoulos, Nick Cave, los hermanos Dardenne , Bruno Dumont, Terry Gilliam, Hal Hartley, Kim Ki-duk, Tsai Ming-liang, Agnès Varda, Andrzej Wajda, Vincent Ward y Andrzej Zulawski.

## Ganadores del concurso internacional Nuevos Horizontes
En un principio el Gran Premio del festival era un premio del público, pero desde el año 2009 lo otorga el Jurado Internacional. El primer Gran Premio que fue seleccionado de esa manera fue otorgado a Steve McQueen por Hunger.
| Año  | Título                                 | Director                   | País de origen         |
| ---- | -------------------------------------- | -------------------------- | ---------------------- |
| 2002 | Paradox Lake                           | Przemysław Reut            | Estados Unidos Polonia |
| 2003 | Dolls                                  | Takeshi Kitano             | Japón                  |
| 2004 | A Common Thread (Brodeuses)            | Éléonore Faucher           | Francia                |
| 2005 | Tarnation                              | Jonathan Caoutte           | Estados Unidos         |
| 2006 | The Sacred Family (La sagrada familia) | Sebastián Campos           | Chile                  |
| 2007 | Potosi, le temps du voyage             | Ron Havilio                | Francia Israel         |
| 2008 | Rain of the Children                   | Vincent Ward               | Nueva Zelanda          |
| 2009 | Hunger                                 | Steve McQueen              | Reino Unido Irlanda    |
| 2010 | Mundane History                        | Anocha Suwichakornpong     | Tailandia              |
| 2011 | Attenberg                              | Athina Rachel Tsangari     | Grecia                 |
| 2012 | Thursday till Sunday                   | Dominga Sotomayor Castillo | Chile/ Países Bajos    |

## Programa del Festival 2009
- Apertura de la gala - La cinta blanca de Michael Haneke
- Cierre -  Séraphine de Martin Provost
- Competición Internacional Nuevos Horizontes
- Competición Internacional Cine-Arte
- Competición Nuevos Filmes Polacos
- Competición de cortometrajes polacos
- Competición de cortometrajes europeos
- Panorama
- Proyecciones especiales
- Documentales / Ensayos
- Tercer ojo
- Midnight Madness: ozploitation
- Cine de Canadá
- Cine de Suecia
- Época de oro del cine húngaro
- Retrospectiva: Tsai Ming-liang
- Retrospectiva: Jennifer Reeves
- Retrospectiva: Krzysztof Zanussi
- Retrospectiva: Piotr Dumala
- 60 años de WFDiF
- De Polanski a ...
- Nuevos horizontes del lenguaje cinematográfico: la edición
- Temporada 2008/2009
- Películas para niños
- Cine mudo con música en directo
- Proyecciones en la plaza del mercado
- Conciertos
- Exposiciones

## Programa del Festival 2010
- Apertura de la gala -  De dioses y hombres de Xavier Beauvois
- Cierre -  Tetro de Francis Ford Coppola
- Competición Internacional Nuevos Horizontes
- Competición Internacional Cine-Arte
- Competición Nuevos Filmes Polacos
- Competición de cortometrajes polacos
- Competición de cortometrajes europeos
- Panorama
- Proyecciones especiales
- Documentales / Ensayos
- Tercer ojo
- Midnight Madness: Philippe Mora, samurai cine
- Cine de Turquía
- Retrospectiva: Jean-Luc Godard
- Retrospectiva: Brothers Quay
- Retrospectiva: Klaus Maria Brandauer
- Retrospectiva: Laura Mulvey
- Retrospectiva: Wojciech Jerzy Has
- Retrospectiva: Daniel Szczechura
- Nuevos horizontes del lenguaje cinematográfico
- Temporada 2009/2010
- Proyecciones en la plaza del mercado
- Conciertos
- Exposiciones

## Programa del Festival 2011
- Apertura de la gala -  A Separation de Asghar Farhadi
- Cierre -  La piel que habito de Pedro Almodóvar
- Competición Internacional Nuevos Horizontes
- Competición Internacional Cine-Arte
- Competición Nuevos Filmes Polacos
- Competición de cortometrajes polacos
- Competición de cortometrajes europeos
- Panorama
- Proyecciones especiales
- Alrededor de la medianoche
- Detrás de la cortina rosa
- Red westerns
- Noruega ampliada
- Nuevos horizontes del lenguaje cinematográfico: el diseño de producción
- Homenaje: Anja Breien
- Retrospectiva: Bruno Dumont
- Retrospectiva: Werner Nekes
- Retrospectiva: Jack Smith
- Retrospectiva: Terry Gilliam
- Retrospectiva: Andrzej Munk
- Retrospectiva: Mariusz Wilczyński
- Temporada 2010/2011
- Películas para niños
- Proyecciones en la plaza del mercado
- Conciertos
- Mesas redondas, talleres
- Exposiciones

## Programa del Festival 2012
- Apertura de la gala -  Amour de Michael Haneke
- Cierre -  On the Road de Walter Salles
- Competición Internacional Nuevos Horizontes
- Competición Internacional Cine-Arte
- Competición de cortometrajes polacos
- Competición de cortometrajes europeos
- Panorama
- Gdynia en Wrocław
- Documentales / Ensayos
- Tercer ojo: The Happy End. Imágenes para el fin del mundo
- Midnight Madness: Del escenario a la pantalla
- mockumentaries
- Nuevos horizontes del lenguaje cinematográfico: el sonido
- La Karol Irzykowski Film Studio
- Películas para niños
- El cine de México
- Retrospectiva: Carlos Reygadas
- Retrospectiva: Ulrich Seidl
- Retrospectiva: Dušan Makavejev
- Retrospectiva: Peter Tscherkassky y Eva Heller
- Retrospectiva: Witold Giersz
- Temporada 2011/2012
- Proyecciones en la plaza del mercado
- Conciertos
- Mesas redondas, talleres
- Exposiciones